# Изчезване на C-54 на ВВС на Аржентина през 1965 г.
Военният транспортен самолет „Дъглас C-54D Скаймейстър“ от ВВС на Аржентина с полет от летище „Ел Паломар“, Паломар, Аржентина, до международното летище „Ел Салвадор“, Сан Салвадор, Ел Салвадор, с междинни кацания в Антофагаста (Чили), Лима (Перу), Гуаякил (Еквадор) и Зоната на Панамския канал (Панама), с 59 пътници и 9 души екипаж на борда, изчезва на 3 ноември 1965 г. между военновъздушната база „Хауърд“ и летището в Сан Салвадор.
Последният контакт със самолета е около половин час след излитането, когато пилотът съобщава за пожар в един от двигателите и уведомява контролната кула на международното летище „Сан Хосе“, Коста Рика, че възнамерява да се отклони натам. Машината така и не пристига и всички пътници и екипажът са в неизвестност, като се предполага, че са загинали.
Започва издирване, което е прекратено на 17 ноември същата година, тъй като не са открити останки или тела на загиналите. Направени са общо 23 експедиции до Кордилера де Таламанка в джунглата на Коста Рика, като са извършени повече от 50 полета със самолети и хеликоптери. Според Гражданската авиация на Коста Рика и роднини на хората на борда самолетът е някъде в джунглата. Изчезването се смята за най-голямата мистерия в аржентинската авиация.
Разследване, проведено от Съединените американски щати, заключава, че самолетът се разбива в морето между Панама и Коста Рика, на 30 км от брега. Разсекретено видео от хеликоптер на Военноморските сили на САЩ, на което се виждат спасителни жилетки и предмети в морето, по-късно е показано на членове на семействата. ВВС на Аржентина приемат заключенията, направени от американските експерти.